# Europäische Umweltagentur
Die Europäische Umweltagentur (EUA, englisch European Environment Agency, EEA) ist eine Agentur der Europäischen Union. Sie ist eine 1990 mit der Verordnung (EWG) Nr. 1210/1990 vom Europäischen Rat gegründete Agentur. 1994 nahm die Agentur ihre Arbeit am Sitz in Kopenhagen, Dänemark, auf. Seit 2013 ist Leena Ylä-Mononen Exekutivdirektorin der Agentur. 
Ihre Aufgabe ist es, politischen Entscheidungsträgern und der Öffentlichkeit sachdienliche Informationen und Daten im Bereich der Umwelt zu liefern. Dazu betreibt die EUA auch das Europäische Umweltinformations- und Umweltbeobachtungsnetz (EIONET) und koordiniert das Projekt CORINE Land Cover.
Die Agentur beschäftigt 216 Mitarbeiter (Stand: Juni 2019) und hat im Fiskaljahr 2019 ein Budget von 54,5 Millionen Euro (nach 70,6 Mio. im Jahr 2017 und 65,8 Mio. Euro 2018), davon stammen 45,2 Mio. (2017: 43 Mio.; 2018: 41,6 Mio.) Euro aus EU- und EFTA-Beiträgen und 9,3 Mio. (2017 29 Mio.; 2018: 22,7 Mio.) Euro aus zweckgebundenen Mitteln, wie die des Erdbeobachtungsprogramms Copernicus.

## Aufgabe
Aufgabe der EUA ist das rechtzeitige Zusammentragen, Aufbereiten und Bereitstellen von sachdienlichen und zuverlässigen themenspezifischen Informationen über den Zustand und die Entwicklung der Umwelt auf europäischer Ebene.
Dazu betreibt die Agentur u. a. eine Datenbank, aus der sie auf definierten Indikatoren beruhende Informationen bezieht, die als Basis für umweltpolitische Entscheidungen dienen können. Dabei werden zunehmend die Wechselwirkungen zwischen ökonomischen, sozialen und ökologischen Aspekten von Lebensqualität berücksichtigt.
Die Gründungsverordnung sieht ebenfalls vor, dass die EUA alle fünf Jahre einen „Bericht [...] über den Zustand der sowie die Tendenzen und Aussichten für die Umwelt“ veröffentlicht. Vom 3. bis 6. März 2015 wurde der Bericht des Jahres 2015 bei einer Reihe von Veranstaltungen in Brüssel vorgestellt. Der Bericht des Jahres 2020 wurde am 4. Dezember 2019 veröffentlicht.
Im Rahmen des Wasser-Informationssystem für Europa veröffentlicht die Agentur regelmäßig Informationen zur Qualität von Gewässern.

## Mitglieder

Mitglieds- und Kooperationsstaaten der Europäischen Umweltagentur
Mitgliedsstaat
Kooperationsstaat

Die Agentur hat zurzeit (Stand 2021) 32 Mitgliedstaaten, darunter die 27 EU-Mitgliedstaaten sowie Island, Liechtenstein, Norwegen, die Schweiz und die Türkei. Außerdem kooperiert die EUA mit den sechs südosteuropäischen Ländern Albanien, Bosnien-Herzegowina, Kosovo, Mazedonien, Montenegro und Serbien.
Laut Gründungsverordnung steht die Agentur auch Nichtmitgliedstaaten der EU offen, die auf dem Gebiet des Umweltschutzes ähnliche Ziele verfolgen wie die Gemeinschaft. So nehmen Island, Liechtenstein und Norwegen bereits seit der Gründung der Agentur an ihren Tätigkeiten teil, und im Jahre 2002 sind zwölf der 13 Kandidatenländer hinzugekommen, so dass die Agentur die erste Gemeinschaftseinrichtung ist, die diese Länder als neue Mitglieder begrüßen konnte. Seit dem 1. April 2006 ist auch die Schweiz Mitgliedsstaat der EUA. Großbritannien jedoch beendete mit seinem Austritt aus der EU Ende Januar 2020 auch seine Mitgliedschaft in der EUA.
Die Agentur arbeitet aktiv mit internationalen Einrichtungen und Organisationen auf dem Gebiet des Umweltschutzes zusammen.

## Wissenschaftlicher Beirat zum Klimawandel
Mit dem am 29. Juli 2021 in Kraft getretenen Europäischen Klimagesetz wurde an der Europäischen Umweltagentur der 15-köpfige Wissenschaftliche Beirat zum Klimawandel (auch Europäischer Klimarat) eingerichtet. Die Mitglieder des Beirats werden vom Verwaltungsrat für vier Jahre benannt. Der Beirat wählt sich einen Vorsitz und gibt sich selbst eine Geschäftsordnung, er soll seine Aufgaben unabhängig von der EUA wahrnehmen. Die Mitglieder sollen ihre Stellungnahmen unabhängig von den Mitgliedstaaten und Organen der EU abgeben.
Das Europäische Klimagesetz weist dem Beirat die Aufgabe zu, anhand der neuesten wissenschaftlichen Erkenntnissen aus den IPCC-Berichten und Klimadaten zu beraten und Berichte zu erstellen. Dabei soll es um die Klimaziele, Treibhausgasbudgets und klimapolitische Maßnahmen der Europäischen Union gehen, einschließlich deren Vereinbarkeit mit den internationalen Verpflichtungen im Rahmen des Übereinkommen von Paris. Außerdem soll der Beirat zum wissenschaftlichen Austausch beitragen und das Bewusstsein für den Klimawandel schärfen.
Für die erste Amtsperiode berief der Vorstand der Umweltagentur am 24. März 2022 folgende Mitglieder in den Beirat (angegeben sind ihre Staatsbürgerschaften, denn jedes EU-Land darf maximal durch zwei Staatsbürger vertreten sein):
- Ottmar Edenhofer  Deutschland (Vorsitz)
- Jette Bredahl Jacobsen  Dänemark (Stellvertretende Vorsitzende)
- Laura Díaz Anadón  Spanien  Vereinigte Staaten (Stellvertretende Vorsitzende)
- Maarten Van Aalst  Niederlande
- Constantinos Cartalis  Griechenland
- Suraje Dessai  Portugal  Vereinigtes Königreich
- Vera Eory  Ungarn  Vereinigtes Königreich
- Edgar Hertwich  Österreich
- Lena Kitzing  Dänemark  Deutschland
- Elena López-Gunn  Spanien  Vereinigtes Königreich
- Lars J. Nilsson  Schweden
- Keywan Riahi  Österreich
- Joeri Rogelj  Belgien
- Nicolaas Schrijver  Niederlande
- Jean-François Soussana  Frankreich